# Alpinia capitellata
Alpinia capitellata là một loài thực vật có hoa trong họ Gừng. Loài này được Jack mô tả khoa học đầu tiên năm 1822.